# Forces de dispersió de London

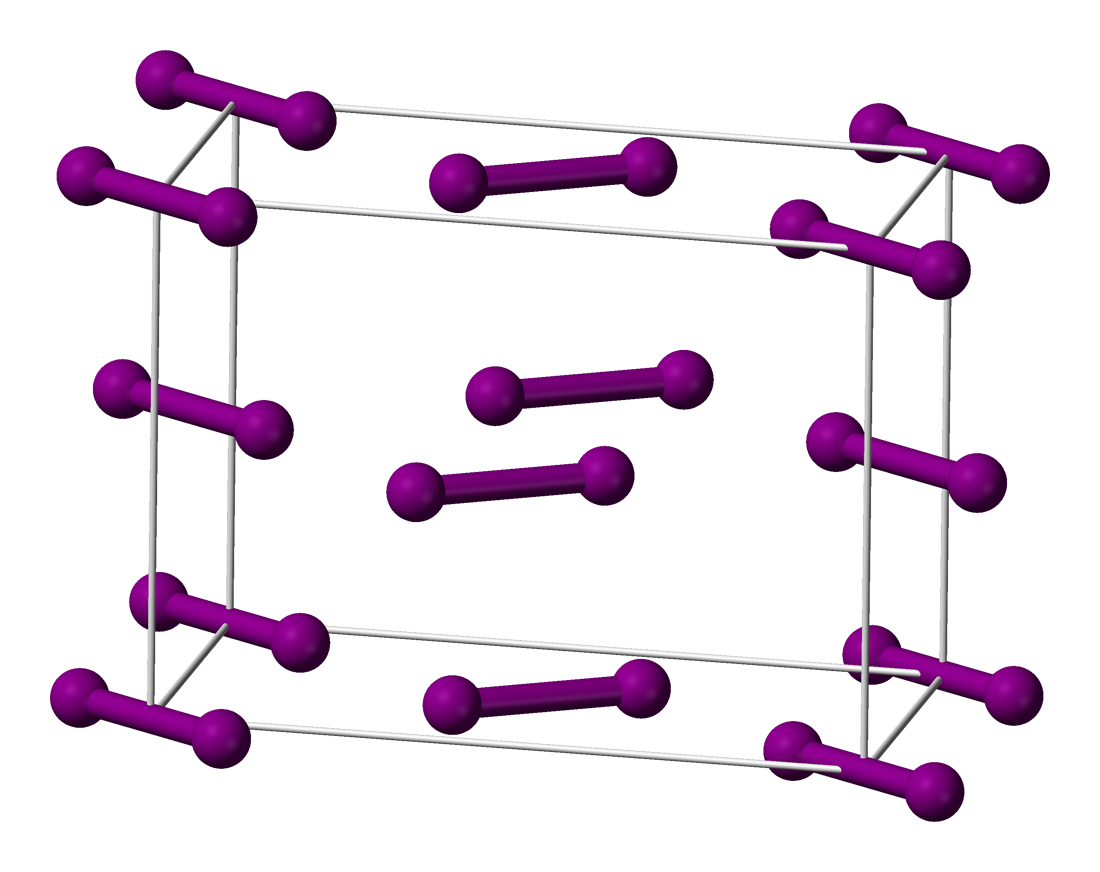
Cel·la unitat d'un cristall de iode on les molècules de diiode, I₂, es troben enllaçades mitjançant forces de dispersió

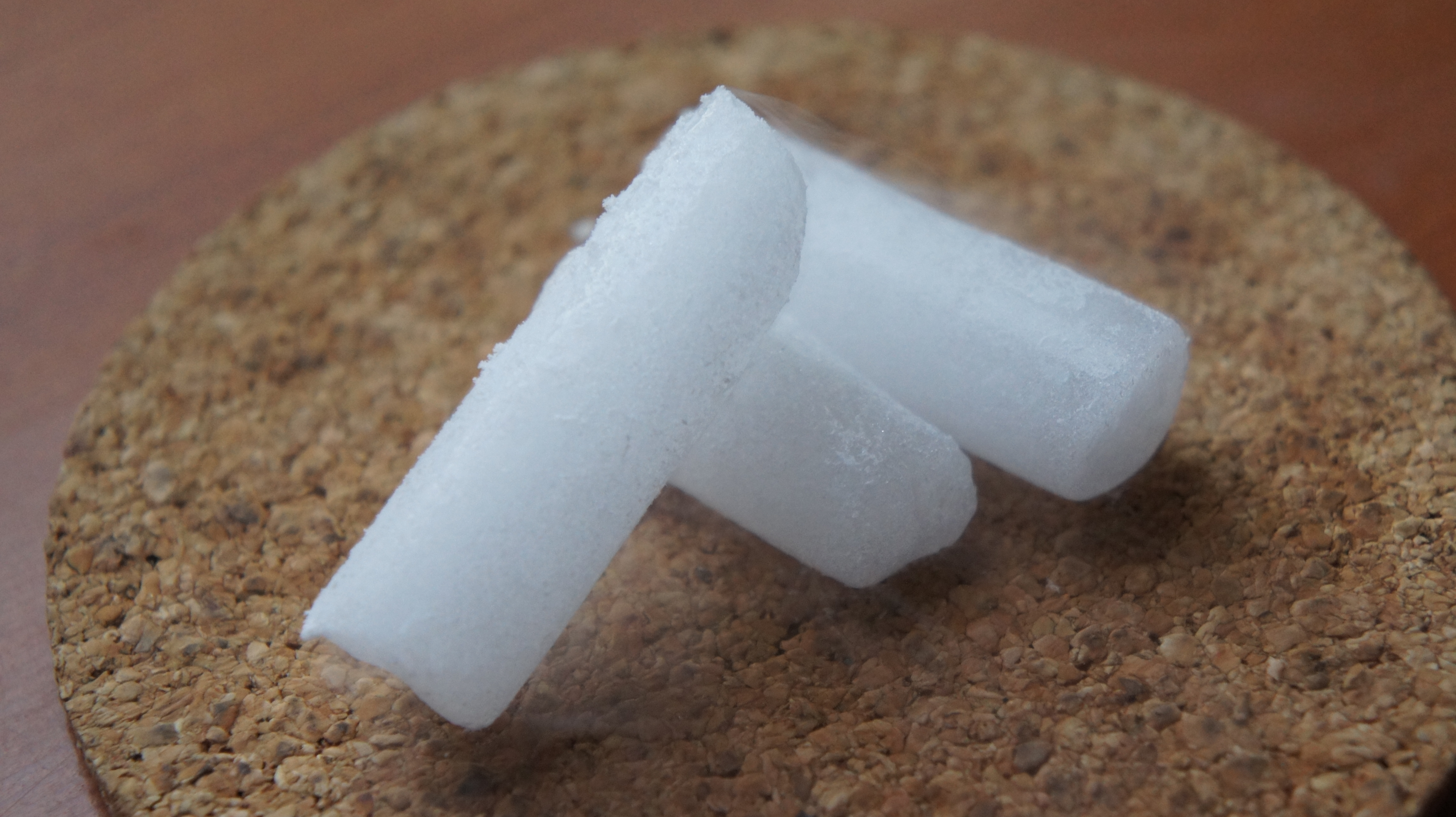
Neu carbònica, diòxid de carboni sòlid gràcies a les forces de London

Les forces de dispersió de London són forces intermoleculars febles que sorgeixen de forces interactives entre dipols temporals en molècules sense moment dipolar permanent. Les forces de dispersió de London són un tipus de forces de van der Waals i també són conegudes com a forces de dispersió, forces de London o forces dipol instantani-dipol induït.
Aquesta interacció fou estudiada per primera vegada pels físics alemanys Robert Karl Eisenschitz, del Kaiser Wilhelm Institute für Physik de Berlín, i Fritz London, de la Universitat de Berlín, el 1930, en un article sobre els gasos nobles el qual tractament era molt formal i complet. London realitzà, després, tractaments més simples i aplicats.
Les forces de London s'originen en molècules no polars a causa que la densitat electrònica es mou al voltant de la molècula d'una manera probabilística segons la mecànica quàntica. Hi ha una gran probabilitat que la densitat electrònica no estigui distribuïda homogèniament en una molècula apolar. Quan els electrons estan desigualment distribuïts, existeix un dipol instantani. Aquest interaccionarà amb altres dipols propers o induirà a les molècules veïnes dipols. La densitat electrònica en una molècula pot ser redistribuïda per la proximitat d'un altre dipol. Els electrons s'acumularan en el costat de la molècula propera al pol positiu del dipol instantani i s'allunyaran del pol negatiu. S'haurà format un dipol induït.
En el buit, les forces de London són més febles que altres forces intermoleculars tals com les interaccions iòniques, l'enllaç d'hidrogen, o les interaccions permanents dipol-dipol. Aquest fenomen és l'única força intermolecular atractiva entre àtoms neutres com els gasos nobles, i és la principal força atractiva entre molècules no polars, com el dinitrogen, N₂, o el metà, CH₄. Sense les forces de London, no hi hauria forces atractives entre els àtoms d'un gas noble, i no podrien existir en la forma líquida.
Les forces de London es fan més fortes alhora que l'àtom o molècula en qüestió es fa més gran. Això és a causa de la polaritzabilitat incrementada de molècules amb núvols electrònics més grans i disperses. Aquest comportament pot exemplificar-se pels halògens (del més petit al més gran: F₂, Cl₂, Br₂, I₂). El diflúor i el diclor són gasos a temperatura ambient, el dibrom és un líquid, i el diiode és un sòlid.

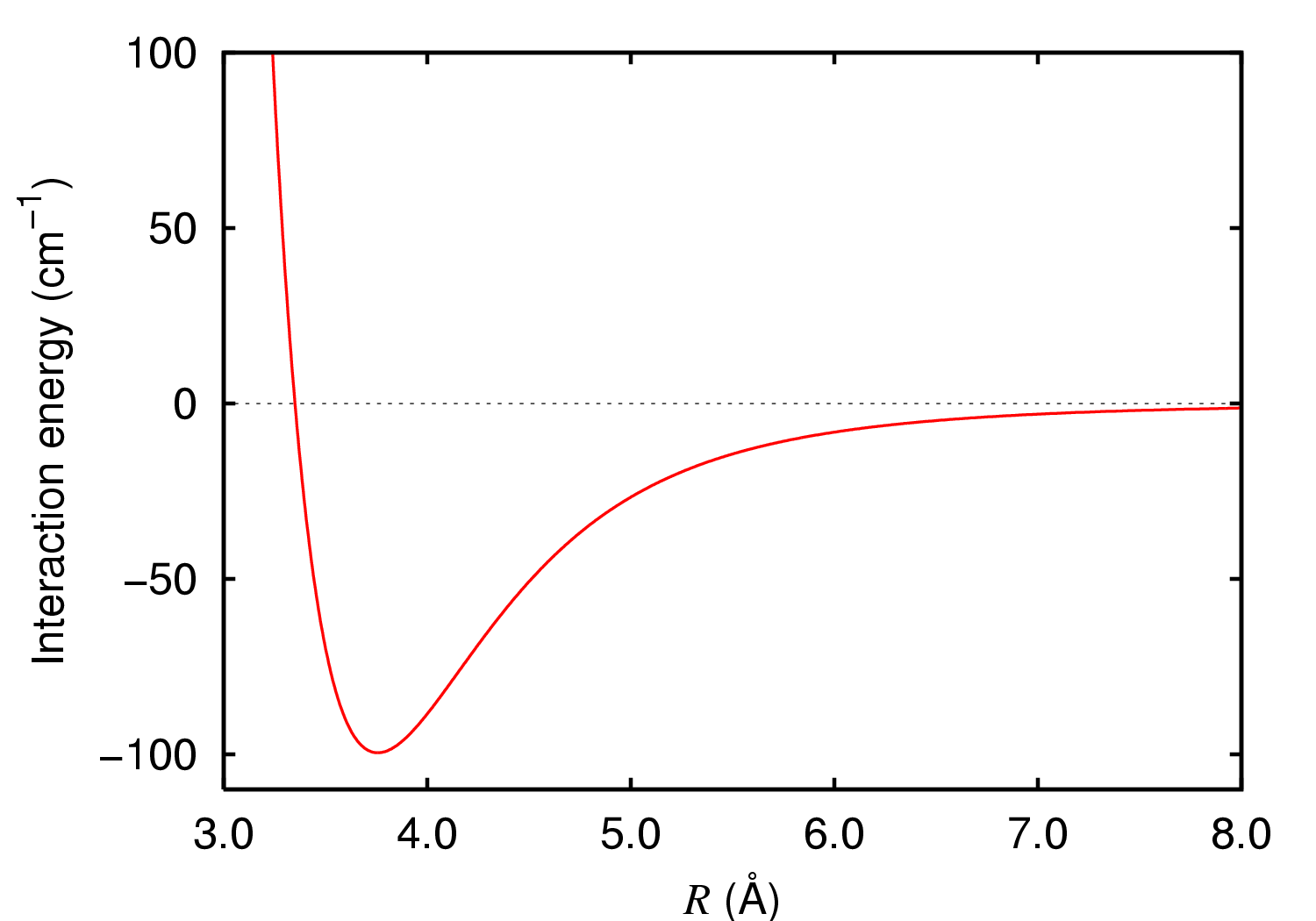
Representació de l'energia potencial de London entre dos àtoms d'argó

L'energia potencial d'aquestes forces, ELondon, entre dues molècules de polaritzabilitat diferent es pot escriure com:
on:
- h = 6,626·10-34 J·s : constant de Planck.
- ν : freqüència d'absorció (Hz).
- α : polaritzabilitat electrònica (C²·m²·J-1).
- ε0 = 8,854·10-12 C²·J-1·m-1 : Permitivitat dielèctrica del buit.
- r : Distància mitjana entre les molècules (m).

L'expressió de la força s'obté derivant l'energia potencial respecte de la distància de separació entre molècules:
amb Λ constant.